# 福笑い

福笑いの部品。各部品を目隠ししながら適当な位置においていく。

福笑い（ふくわらい）は、正月に遊ばれる日本の伝統的な遊びである。また転じて「変な顔」のことを指す言葉としても使われる（例：顔面福笑い）。
阿亀（おかめ）や阿多福（おたふく）などの面の輪郭を描いた紙の上に、目、口、鼻などの部品を散らし、目隠しをした者がそれを適当な位置に置いていく。並べる者が目隠しをしているため、出来上がった顔は部品の配置が乱れており滑稽な顔立ちになっている。それを見て笑い楽しむものである。
よりおかしな顔を作った者、あるいはより正しいふつうの顔を作った者を勝者とするなどして勝敗を決する。正月の遊びとして定着したのは明治頃とされているが、起源ははっきりしない。平成以降は一般家庭での正月の遊びとしては廃れ気味となったが、自治体などが執り行う新春行事としては変わらず恒例のものといえる。
近年はパソコンやウェブ上で遊ぶ福笑いソフトなどが登場したが、オンラインゲームとして多人数で遊べるものは知られておらず、福笑いのエッセンスを利用したジョークとして楽しまれる。ウェブ上ではヒラリー・クリントン版 が世界的にも有名で、自分がつくったキャプチャー画像がブログなどで紹介されている。

## 関連行事
- 広島県 尾道市 西國寺（西国寺）の節分会―お福さずけの福笑い―